# Дауса, Альгирдас
Альгирдас Дауса (лит. Algirdas Dausa; 11 декабря 1940, Вильнюс — 7 апреля 2017 там же) — советский литовский кинорежиссёр.

## Биография
Родился в 1940 году в Вильнюсе.
В 1958—1959 — постановщик-универсал декорационно-технического цеха на Литовской киностудии.
В 1964 год окончил в Москве режиссёрский факультет ВГИКа (1964, мастерская документального фильма Л. Кристи).
С 1963 года — режиссёр Литовской киностудии, где в период 1963—1968 снимал выпуски киножурналов, киноочерки, документальные и учебные фильмы, с 1968 года — художественные фильмы.
Умер в 2017 году.
Был женат на актрисе Альдоне Янушаускайте.

## Фильмография
Режиссёр художественных фильмов:
- 1968 — Чувства / Jausmai (совм. с Альмантасом Грикявичюсом)
- 1970 — Эта проклятая покорность / Tas prakeiktas nuolankumas
- 1973 — Куда уходят сказки / Kur iškeliauja pasakos
- 1977 — Парень с Рабочей улицы / Vaikinas iš Darbo gatvės
- 1978 — Маркиз и пастушка / Markizas ir piemenaitė